# Joyce Winifred Vickery
Joyce Winifred Vickery, MBE (* 15. Dezember 1908 in Strathfield Municipality, New South Wales; † 29. Mai 1979 in Melbourne, Victoria) war eine australische Botanikerin und Naturschützerin. Sie war eine forensische Botanikerin, die vor allem für ihre Arbeit zum Entführungs- und Mordfall von Graham Thorne im Jahr 1960 bekannt war. Sie war die erste Forscherin, die in das National Herbarium of New South Wales berufen wurde.

## Leben und Werk
Vickery war das jüngste von vier Kindern des Kaufmanns George Begg Vickery und seiner Frau Elizabeth Alice Adeline, geb. Rossbach. Als Vickery 14 Jahre alt war, starb ihre Mutter. Sie wuchs in Sydney auf und ihr Vater förderte ihr Interesse an Naturgeschichte, indem er sie auf Ausflügen zu den von ihm betreuten ländlichen Anwesen mitnahm. Ihr Vater war Amateurmikroskopiker und Mitglied der Royal Society of New South Wales. Sie studierte am Methodist Ladies’ College in Burwood und an der University of Sydney und erwarb 1931 ihren Bachelor of Science und 1933 den Master of Science. Während ihres Studiums erhielt sie von 1931 bis 1936 ein wissenschaftliches Forschungsstipendium. Sie trat 1930 der Linnean Society of New South Wales und 1935 der Royal Society of New South Wales bei. 1930 gründete sie die Sydney University Biology Society und war 1934 deren Präsidentin.
Nach ihrem Bachelor-Abschluss forschte Vickery fünf Jahre lang in der Botanikabteilung der Universität und führte gemeinsam mit Lilian Ross Fraser zahlreiche Feldforschungen durch. Sie teilten sich einen Chevrolet-Tourenwagen und veröffentlichten Ende der 1930er Jahre gemeinsam die Ergebnisse der Arbeit in der Hochebene Barrington Tops und in den Gondwana-Regenwäldern Australiens. 1936 wurde sie als stellvertretende Botanikerin als erste Forscherin am National Herbarium of New South Wales eingestellt. Sie kämpfte erfolgreich dafür, dass ihr Anfangsgehalt angehoben wurde, sodass es sich stärker an der Qualifikation als am Geschlecht orientierte.
Vickery war davon überzeugt, dass die Systematik für die gesamte botanische Arbeit von grundlegender Bedeutung ist, und leitete eine Wiederbelebung der taxonomischen Forschung ein. Von 1936 bis 1938 forschte sie ein Jahr in den Royal Botanic Gardens, Kew, in London. Nach ihrer Rückkehr bildete sie eine neue Generation professioneller Systematiker aus. 1939 überredete sie Robert Henry Anderson, eine Zeitschrift mit dem Titel Contributions from the New South Wales National Herbarium zu veröffentlichen, und wurde deren Herausgeberin. Später half sie bei der Finanzierung der Veröffentlichung von Montague Rupps Orchids of New South Wales, damit es für die noch nicht in Auftrag gegebene Flora of New South Wales verwendet werden konnte.
Während des Zweiten Weltkriegs arbeitete sie als Krankenwagenfahrerin bei dem National Emergency Service und richtete in ihrem eigenen Haus ein Depot ein.
In den späten 1940er Jahren begann sie sich mit Gräsern zu beschäftigen. Vickerys Hauptforschungsinteresse konzentrierte sich auf die Überarbeitung der australischen Grasarten, der Gramineae, die schwer zu klassifizieren waren. Sie konzentrierte sich auf die Familie der Poaceae, die sie in den australischen Alpen und Hochebenen im Norden von Victoria und im Süden von New South Wales sammelte. Sie betrachtete die Morphologie als primäre Grundlage für die Taxonomie, respektierte jedoch neue theoretische und technische Ansätze.
Sie arbeitete daran, das Herbarium als moderne wissenschaftliche Forschungseinrichtung wieder aufzubauen, die Standards zu erhöhen, seine Bibliothek und die Probensammlungen zu organisieren und zu erweitern sowie Veröffentlichungen zu initiieren und herauszugeben, darunter von 1971 bis 1984 eine neue Flora of New South Wales.
Im Herbarium widmete sich Vickery auch der Identifizierung von Exemplaren für eine Vielzahl von Kunden und wurde durch ihre forensischen Dienste öffentlich bekannt. Ihre Identifizierung von Pflanzenfragmenten am Auto und an der Kleidung des Verdächtigen führte 1961 zur Verurteilung von Stephen Leslie Bradley wegen der Entführung und Ermordung von Graeme Thorne.

## Einsatz für den Naturschutz

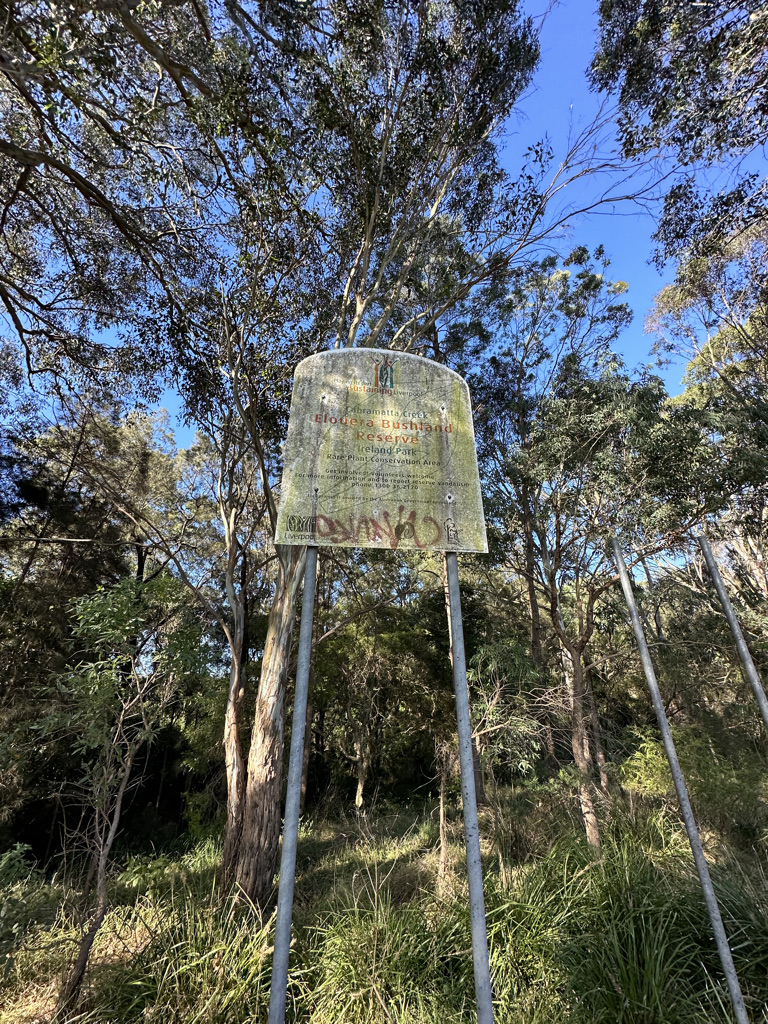
Das Elouera Nature Reserve ist ein Naturschutzgebiet in Liverpool, New South Wales

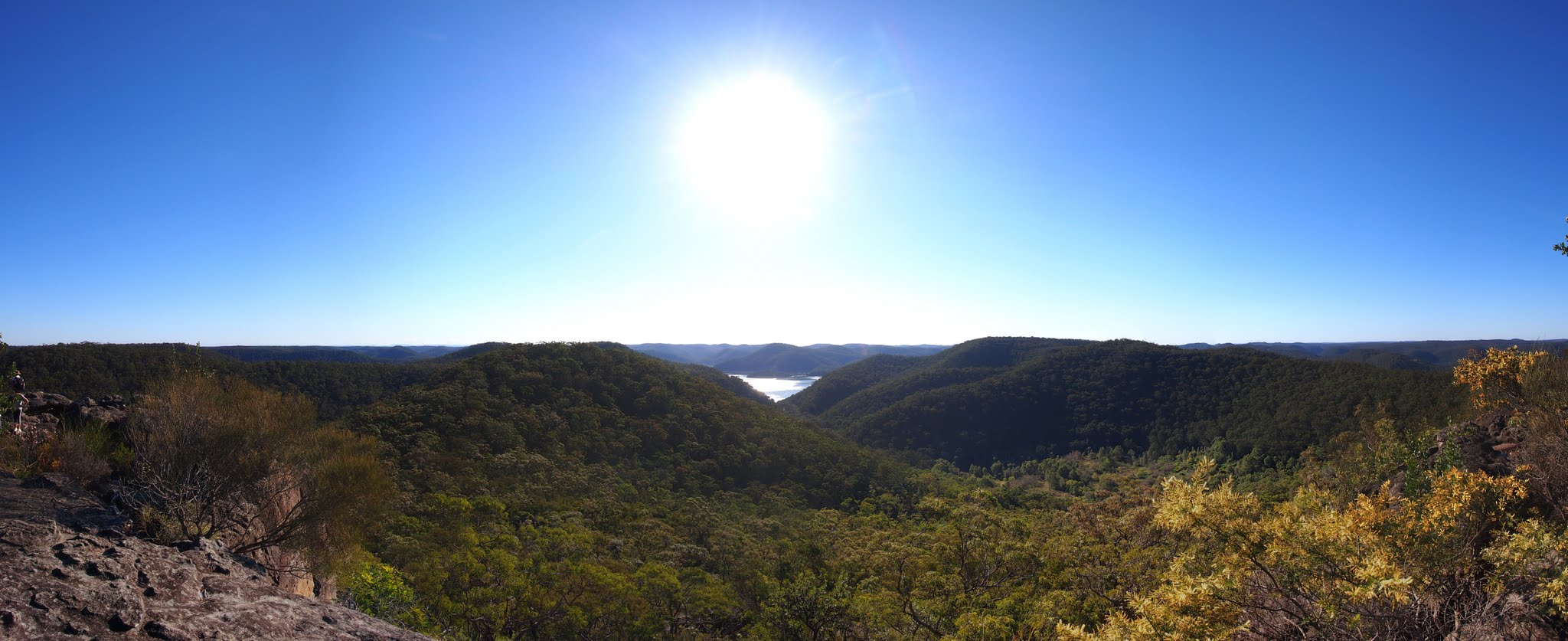
Muogamarra Nature Reserve

Nach ihren ersten Studien zur Ökologie des Regenwalds war Vickery zeitlebens für ihr Engagement für den Naturschutz bekannt. Sie war sich der Notwendigkeit des Naturschutzes bewusst und unterstützte John D. Tippers Muogamarra Nature Reserve, fungierte als Treuhänderin des Elouera Bushland Reserve und setzte sich in den 1960er Jahren für die Erhaltung der fragilen Ökologie des Kosciuszko-Nationalparks ein, für den sie auf eigene Kosten einen ausführlichen Bericht über Beweidung und Erosion erstellte. 

## Aktivitäten nach 1959
1959 promovierte sie mit einer Dissertation über die Gattung Poa in Australien. Verwaltungsaufgaben im Herbarium schränkten jedoch ihre Forschung ein, nachdem sie 1964 unter dem Herbariumsdirektor Knowles Mair zur leitenden Botanikerin befördert worden war.
Sie ging 1968 in den Ruhestand, setzte aber ihre Forschung fort. Von 1973 bis 1979 war sie ehrenamtliche wissenschaftliche Mitarbeiterin am Herbarium. Sie vervollständigte den zweiten Teil der Arbeit über Süßgräser für die Flora of New South Wales. Vickery war ab 1975 auch Honorary Research Fellow. 1969 übernahm sie die Rolle der Ehrensekretärin der Linnean Society of New South Wales und war von 1971 bis 1979 deren ehrenamtliche Schatzmeisterin.
Sie starb am 29. Mai 1979 in ihrem Haus in Cheltenham an Krebs.
Die Abkürzung Vickery wird für die Angabe von Joyce Winifred Vickery als Autorin in der wissenschaftlichen Beschreibung und Klassifizierung von Pflanzen verwendet.

## Ehrungen
- 1962: Mitglied des Order of the British Empire (MBE)
- 1964: Clarke-Medaille, Royal Society of New South Wales
- Die Linnean Society benannte ihren Forschungsfonds nach ihr

## Mitgliedschaften
- Linnean Society of New South Wales
- Sydney University Biology Society
- Royal Society of New South Wales

## Veröffentlichungen
- Pseudoraphis spinescens (R.Br.) n. comb., and some records of New South Wales grasses. Proceedings of the Royal Society of Queensland 62 (7), 1950, S. 69–72.